# Sláva E. Nováček
Sláva Eman Nováček, vlastním jménem Blahoslav Emanuel Nováček, (2. leden 1911 Praha – 27. března 1979 Praha) byl český hudební skladatel a kapelník, je autorem hudby k mnoha filmům.
V roce 1932 byl pianistou v jazzovém orchestru kabaretu Červené eso, řízeném E. F. Burianem.
V letech 1944–1947 působil jako hudební referent gramofonové firmy ESTA.
Spolupracoval s Novým divadlem Oldřicha Nového.

## Nejznámější písně
- Slunečnice (Inka Zemánková ve filmu Hotel Modrá hvězda)
- Jen pro ten dnešní den (Oldřich Nový ve filmu Kristán)

## Diskografie

### Nahrávky
- 1960 Kdybych byl měsícem, hudba: Sláva Eman Nováček, text: Stanislav Ostrezí, hraje: Kamil Lochman se svým orchestrem, zpívá: Milan Martin, Supraphon ‎– 013363[2]
- 2003 S.E. Nováček se svým orchestrem – FR centrum – (výběr, edice Fonogram)
- 2003 S.E. Nováček se svým orchestrem 2 – FR centrum – (výběr, edice Fonogram)